# Am486
Am486はアドバンスト・マイクロ・デバイセズ (AMD) が開発したx86互換のマイクロプロセッサ。

## 概要
Am486は1990年代にAMDが開発したプロセッサである。
Am486はマイクロコード使用を巡るインテルとの裁判の影響もあってか、自社でマイクロコードを新規開発する必要が生じて開発が大幅に遅れ、i486に遅れること約4年後に発売された。
クロックあたりの性能でみるとサイリックスなどの競合プロセッサはi486より劣ったが、AMDのAm486はほぼ同等の性能を発揮した。
Am386が主として小規模メーカーに採用されたのに対し、Am486はNECなど、いくつかの大手PCメーカー製品にも採用された。
Am486の高クロック品は、Pentiumには性能が劣ったものの、Pentiumとは違いi486とほぼ完全な物理互換性があった。しかも、同クロック動作のIntel 486プロセッサより安価であった。
もっとも、DX4については内蔵1次キャッシュ量がIntel版の半分しかなく見劣りしたが、その反面Intel製には存在しないFSB 40MHz版のクロックダブラー内蔵機種（DX2-80・DX4-120）が存在するという特徴があり、マザーボードさえ対応していれば、より廉価に高速なシステムが構築可能というメリットがあった。
なお、後期の生産分では本家Intelの486系プロセッサがIntel DX4以降で内蔵キャッシュメモリのライトバック動作がサポートされ、仕様が公開されたのを受けて、Am486DX2とAm486DX4について、同様にライトバックキャッシュ動作に対応するように仕様変更されてEnhanced Am486DX2およびEnhanced Am486DX4へ改称されている。Am5x86はこのライトバックキャッシュ対応の後期型Am486の製造プロセスを0.50μmから0.35μmにシュリンクの上で1次キャッシュを16KB内蔵とし、さらにコアクロック4倍速動作（133MHz駆動）としたモデルである。
| 商品名        | クロック | 発表      |
| ------------- | -------- | --------- |
| Am486 DX-40   | 40 MHz   | 1993年4月 |
| Am486 DX2-50  | 50 MHz   | 1993年4月 |
| Am486 DX2-6   | 66 MHz   |           |
| Am486 SX2-66  | 66 MHz   | 1994年    |
| Am486 DX2-80  | 80 MHz   |           |
| Am486 DX4-90  | 90 MHz   |           |
| Am486 DX4-100 | 100 MHz  | 1993年    |
| Am486 DX4-120 | 120 MHz  |           |